# DCTN4
DCTN4‏ (Dynactin subunit 4) هوَ بروتين يُشَفر بواسطة جين DCTN4 في الإنسان.